# Navalvillar de Ibor
Navalvillar de Ibor (Extremeens: Navavillal d'Ibol) is een dorp en gemeente in de Spaanse provincie Cáceres in de regio Extremadura. Navalvillar de Ibor heeft 443 inwoners (1 januari 2016).

## Burgemeester
De burgemeester van Navalvillar de Ibor heet Sigifredo Robledo Rodíguez.

## Geografie
De gemeente heeft een oppervlakte van 56 km² en grenst aan de gemeenten Cabañas del Castillo, Castañar de Ibor, Guadalupe en Navezuelas.

## Demografische ontwikkeling
Bron: INE, 1857-2011: volkstellingen